# 国際電気通信連合憲章
国際電気通信連合憲章（こくさいでんきつうしんれんごうけんしょう、ITU憲章）と国際電気通信連合条約（こくさいでんきつうしんれんごうじょうやく、ITU条約）とは、1992年12月22日にジュネーヴで締結された条約であり、国際連合の専門機関である国際電気通信連合の創設文書である。両条約は一体のものであり、英語: ITU Constitution and Convention を略して CS CV と呼ばれる。
2016年現在、ITU憲章・条約は193か国（192の国際連合加盟国およびバチカン市国）が加盟している。条約を批准する資格はあるがまだ行っていない国家は、クック諸島、ニウエ、パラオ、パレスチナ国である。

## 概要
国際電気通信連合は、1865年に締結された万国電信条約に基づく万国電信連合と、1906年に締結された国際無線電信条約に基づく国際無線電信連合とが、1932年に統合して設立された。その基本条約は国際電気通信条約で、全権委員会議の度に旧条約を廃止して新たな条約を制定してきた。
最後の国際電気通信条約は1982年制定のものだった。1992年の追加全権委員会議において、この方式をやめ、「基本的性格を有する規定」を定めたITU憲章と、「一定の間隔で改正を要する可能性があるその他の規定」を定めたITU条約に分けることとした。そのため、ITU憲章において、ITU憲章とITU条約は同時に締結する必要があることとされている。
ITU憲章・条約には以下の付属文書がある（ITU憲章4条3項で定められている）。
- 国際電気通信規則 (ITR)
- 無線通信規則 (RR)

## 構成

### ITU憲章
- 第一章 - 基本規定 (Basic Provisions)（1 - 11条）
- 第二章 - 無線通信部門 (Radiocommunication Sector)（12 - 16条）
- 第三章 - 電気通信標準化部門 (Telecommunication Standardization Sector)（17 - 20条）
- 第四章 - 電気通信開発部門 (Telecommunication Development Sector)（21 - 24条）
- 第四章のＡ - 各部門の作業の方法 (Working Methods of the Sectors)
- 第五章 - 連合の運営に関するその他の規定 (Other Provisions Concerning the Functioning of the Union)（25 - 32条）
- 第六章 - 電気通信に関する一般規定 (General Provisions Relating to Telecommunications)（33 - 43条）
- 第七章 - 無線通信に関する特別規定 (Special Provisions for Radio)（44 - 48条）
- 第八章 - 国際連合その他の国際機関及び非構成国との関係 (Relations With the United Nations, Other International Organizations and Non-Member States)（49 - 51条）
- 第九章 - 最終規定 (Final Provisions)（52 - 58条）

### ITU条約
- 第一章 - 連合の運営 (Functioning of the Union)（1 - 22条）
- 第二章 - 会議及び総会に関する特別の規定 (Specific Provisions Regarding Conferences and Assemblies)（23 - 32条のB）
- 第三章 - 削除 (SUP)
- 第四章 - その他の規定 (Other Provisions)（33 - 35条）
- 第五章 - 電気通信業務の運用に関する諸種の規定 (Various Provisions Related to the Operation of Telecommunication Services)（36 - 40条）
- 第六章 - 仲裁及び改正 (Arbitration and Amendment)（41 - 42条）